# Autet
Autet település Franciaországban, Haute-Saône megyében. Lakosainak száma 257 fő (2022. január 1.). Autet Vaite, Beaujeu-Saint-Vallier-Pierrejux-et-Quitteur, Dampierre-sur-Salon, Mercey-sur-Saône, Savoyeux és Vereux községekkel határos.

## Népesség
A település népességének változása:
| Lakosok száma | 283  | 264  | 290  | 262  | 260  | 258  | 259  | 258  | 257  |
|               | 2013 | 2015 | 2016 | 2017 | 2018 | 2019 | 2020 | 2021 | 2022 |